# Equació de Helmholtz

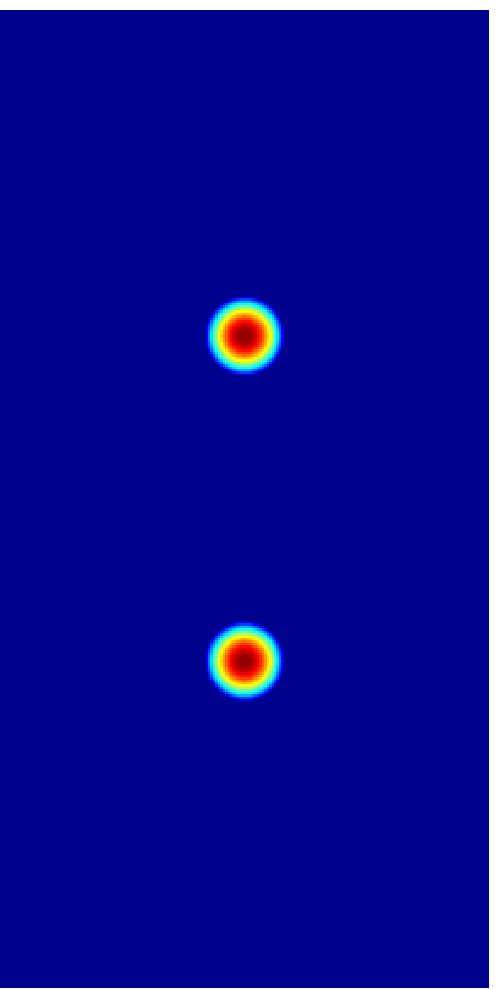
Dues fonts de radiació en el pla, definida matemàticament per la funció ƒ, que és zero a la regió blava

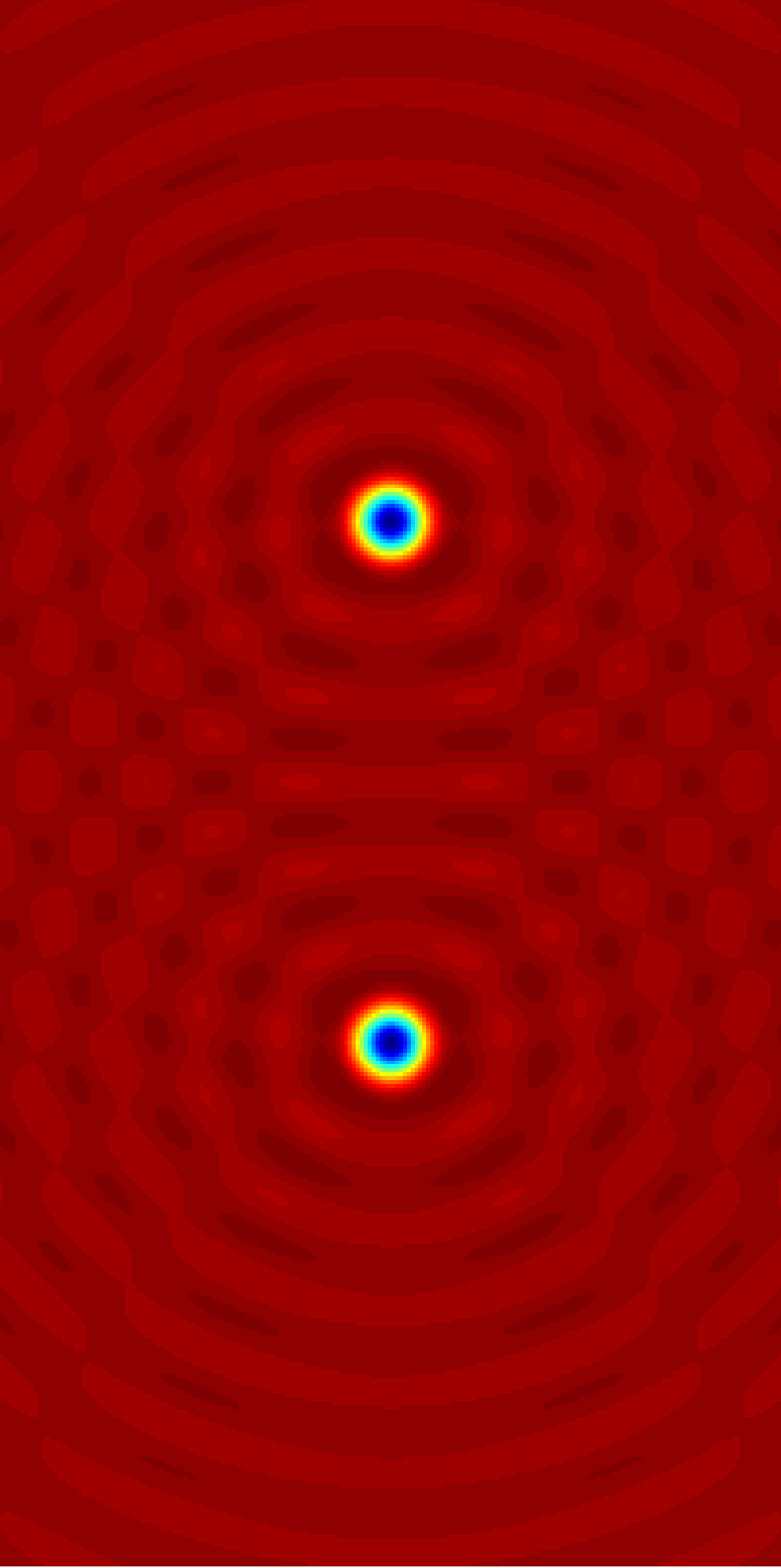
La part real del camp A resultant, on A és la solució a l'equació

La equació de Helmholtz , anomenada així per Hermann von Helmholtz ve donada per:
{\displaystyle (\nabla ^{2}+k^{2})\phi =0}
on {\displaystyle \nabla ^{2}} és el laplacià, {\displaystyle k} és una constant (nombre d'ona), i {\displaystyle \phi } un camp escalar, és aquest cas, el camp magnètic i elèctric.

## Deducció teòrica de l'equació
Anem a mostrar com es dedueixen les equacions de Helmholtz a partir de les equacions de Maxwell. Per  medis no conductors lliures de fonts  caracteritzats per {\displaystyle \epsilon } i {\displaystyle \mu (\sigma =0)}, les equacions de Maxwell es redueixen a:
 A : {\displaystyle {\vec {\nabla }}\times {\vec {E}}=-\mu {\frac {\partial {\vec {H}}}{\partial t}}}
 B : {\displaystyle {\vec {\nabla }}\times {\vec {H}}=-\epsilon {\frac {\partial {\vec {E}}}{\partial t}}}
 C : {\displaystyle {\vec {\nabla }}\cdot {\vec {E}}=0}

 D : {\displaystyle {\vec {\nabla }}\cdot {\vec {H}}=0}

Les equacions anteriors  A ,  B ,  C  i  D  són equacions diferencials de primer grau per als camps {\displaystyle {\vec {E}}} i {\displaystyle {\vec {H}}}. Podem combinar per produir una equació de segon grau contenint únicament {\displaystyle {\vec {E}}} o {\displaystyle {\vec {H}}}. Fem servir les equacions  A  i  B  i operant s'obté:
{\displaystyle {\vec {\nabla }}\times {\vec {\nabla }}\times {\vec {E}}=-\mu {\frac {\partial ({\vec {\nabla }}\times {\vec {H}})}{\partial t}}=-\mu \cdot \epsilon {\frac {\partial ^{2}{\vec {E}}}{\partial t^{2}}}}

Però sabem que:
{\displaystyle {\vec {\nabla }}\times {\vec {\nabla }}\times {\vec {E}}={\vec {\nabla }}({\vec {\nabla }}\cdot {\vec {E}})-{\vec {\nabla ^{2}}}{\vec {E}}}
i utilitzant l'equació  C  tenim que:
{\displaystyle {\vec {\nabla }}\times {\vec {\nabla }}\times {\vec {E}}=-{\vec {\nabla ^{2}}}{\vec {E}}}
Per tant, substituint els termes tenim finalment que:
{\displaystyle {\vec {\nabla ^{2}}}{\vec {E}}-\mu \cdot \epsilon {\frac {\partial ^{2}{\vec {E}}}{\partial t^{2}}}}
La velocitat de fase ve donada per:
{\displaystyle v_{\mathrm {p} }={\frac {\omega }{k}}}
el que significa que: {\displaystyle v_{\mathrm {p} }={\frac {1}{\sqrt {\mu \epsilon }}}}
i per tant, substituint, tenim:
{\displaystyle {\vec {\nabla ^{2}}}{\vec {E}}-{\frac {1}{v_{\mathrm {p} }^{2}}}{\frac {\partial ^{2}{\vec {E}}}{\partial t^{2}}}=0}
Anàlogament podem treure l'equació per {\displaystyle {\vec {H}}}:
{\displaystyle {\vec {\nabla ^{2}}}{\vec {H}}-{\frac {1}{v_{\mathrm {p} }^{2}}}{\frac {\partial ^{2}{\vec {H}}}{\partial t^{2}}}=0}
Com podem apreciar, les dues equacions anteriors són  les equacions d'ona vectorials homogènies . Descomponent aquestes dues equacions obtingudes en coordenades cartesianes podem descompondre'l en tres equacions d'ones escalars, homogènies i unidimensionals. Cada component del camp elèctric i magnètic ha de satisfer una equació la solució representa una ona.
Per camps amb dependència harmònica amb el temps convenientment utilitzada fasors. D'aquesta manera del deduït previ, s'arriba a la conclusió:
{\displaystyle {\vec {\nabla ^{2}}}{\vec {E_{\mathrm {s} }}}+{\frac {\omega ^{2}}{v_{\mathrm {p} }^{2}}}{\vec {E_{\mathrm {s} }}}=0}
o
{\displaystyle {\vec {\nabla ^{2}}}{\vec {E_{\mathrm {s} }}}+k^{2}{\vec {E_{\mathrm {s} }}}=0}
Anàlogament trobem la següent equació per al camp electromagnètic:
{\displaystyle {\vec {\nabla ^{2}}}{\vec {H_{\mathrm {s} }}}+k^{2}{\vec {H_{\mathrm {s} }}}=0}